# Pilaria flava
Pilaria flava là một loài ruồi trong họ Limoniidae. Chúng phân bố ở miền Tân bắc.